# سازمان سیاسی
سازمان سیاسی (انگلیسی: Political organisation) هر سازمانی است که خود را درگیر فرآیندهای سیاسی می‌کند، از جمله احزاب سیاسی، سازمان‌های غیردولتی و گروه‌های مدافع منافع خاص(گروه ذی‌نفوذ). سازمان‌های سیاسی سازمان‌هایی هستند که در فعالیت‌های سیاسی (مانند لابی‌گری، سازمان‌دهی جامعه، تبلیغات کمپین و غیره) فعالیت می‌کنند. با هدف دستیابی به اهداف سیاسی به وضوح تعریف شده، که معمولاً به نفع منافع اعضای خود است. در حالی که احزاب یکی از انواع سازمان‌های سیاسی هستند که ممکن است در برخی یا همه آن فعالیت‌ها شرکت کنند، اما از این جهت متمایز هستند که معمولاً بر حمایت از نامزد انتخاباتی، پیروزی در انتخابات و کنترل حکومت تمرکز می‌کنند.

## احزاب سیاسی
شناخته شده ترین نوع سازمان سیاسی، حزب سیاسی است. احزاب سیاسی مستقیماً در فرآیندهای سیاسی کشورهای دارای نظام حزبی دخالت دارند که انواع مختلفی از آن وجود دارد. برخی از رایج ترین انواع سیستم های نظام چندحزبی، نظام تک‌حزبی و نظام دوحزبی هستند.

### سیستم های چند حزبی
در سیستم های چند حزبی مانند هند، پاکستان و غیره، هیچ محدودیتی برای تعداد احزاب مجاز برای فعالیت در هر زمان وجود ندارد. تحت این نوع سیستم ها، مردم آزادند که هم از طریق انتخابات و هم با تشکیل احزاب سیاسی خود هر طور که می خواهند در روند سیاسی شرکت کنند.
نمونه هایی از سیستم های چند حزبی عبارتند از:
- ارمنستان
- بنگلادش
- کانادا
- فرانسه
- آلمان
- هند
- ایتالیا
- پاکستان
- فیلیپین
- آفریقای جنوبی
- تایوان

### سیستم های تک حزبی
در نظام های تک حزبی، یک حزب سیاسی بر دولت کنترل دارد. برخلاف سایر نظام‌ها، نظام‌های تک حزبی لزوماً امتیازات دموکراتیک را به شهروندان تعمیم نمی‌دهند. این بدان معناست که شهروندان در مورد موضوعات سیاسی حرف کمی دارند.
نمونه هایی از سیستم های تک حزبی عبارتند از:
- چین
- کوبا
- لائوس
- کره شمالی
- ویتنام

### سیستم های دو حزبی
نظام‌های دو حزبی مشابه نظام‌های چند حزبی است که قدرت در یک حزب متمرکز نیست و احزاب برای حفظ قدرت با پیروزی در انتخابات، باید نظر عموم مردم را در نظر بگیرند. اکثر سیستم‌های دو حزبی از نظر فنی سیستم‌های چند حزبی هستند، اما تمام قدرت در میان دو حزب یا ائتلاف متمرکز است.
نمونه هایی از سیستم های دو طرفه عبارتند از:
- استرالیا
- مالت
- نپال
- بریتانیا
- ایالات متحده آمریکا

## ائتلاف های حزبی
نوع دیگر سازمان سیاسی، ائتلاف حزبی است. ائتلاف حزبی گروهی از احزاب سیاسی است که با هم در پارلمان(مجلس) فعالیت می کنند. اغلب، ائتلاف‌های احزاب پس از برگزاری انتخابات تشکیل می‌شوند و هیچ حزبی به وضوح کرسی اکثریت پارلمان را کسب نکرده است (مثلاً دولت AAP-کنگره در دهلی). سایر ائتلاف‌ها قبل از انتخابات تشکیل می‌شوند و در واقع توافق‌نامه‌هایی بین دو یا چند حزب برای شرکت مشترک در انتخابات و پیگیری برنامه‌های مشابه هستند (مانند ائتلاف ملی دمکراتیک در هند، و ائتلاف لیبرال/ملی در استرالیا). حد نصاب انتخاباتی برای ائتلاف های چند حزبی در بسیاری از کشورها بسته به تعداد احزاب متفاوت است.

## گروه‌های پارلمانی یا مجلس نمایندگان
گروه‌های پارلمانی گروه‌هایی از برخی از اعضای یک حزب سیاسی یا ترکیب انتخاباتی احزاب هستند که در کنگره ایالات متحده و پارلمان کانادا نیز رایزنش نامیده می‌شوند.

## گروه فنی
گروه فنی یا گروه مختلط یک گروه پارلمانی ناهمگون است که از مقامات منتخب احزاب سیاسی با ایدئولوژی‌های متفاوت (یا مستقل از هر حزبی) تشکیل شده است که برای تشکیل گروه‌ها کافی نیستند.

## اتحادیه های کارگری
اتحادیه کارگری (یا اتحادیه کارگری) یک سازمان سیاسی است که برای ترویج منافع کارگران تشکیل شده است. 
اتحادیه های کارگری نقش های مختلفی در سیاست مدرن دارند، از جمله:
- سازماندهی اعتصابات و اعتصاب سراسری
- مذاکره با کارفرمایان به نمایندگی از کارگران
- حصول اطمینان از اینکه کارگران بدون دستمزد اخراج نمی شوند
- اطمینان از دریافت حقوق معقول کارگران

برخلاف سایر سازمان‌های سیاسی، اتحادیه‌های کارگری مستقیماً در انتخابات شرکت نمی‌کنند، اگرچه ممکن است برای احزاب و سیاستمدارانی که از مواضع آن‌ها حمایت می‌کنند تبلیغ کنند. اتحادیه کارگری راهی برای حفظ اتحاد و حفظ حقوق کارگران است. اغلب، شرکت‌های بزرگ با اصل اتحادیه‌های کارگری مخالفت می‌کنند، زیرا منجر به قوانین سخت‌تر استخدام می‌شود که قدرت کسب‌وکارهای بزرگ را محدود می‌کند تا کارگران را به دلخواه اخراج کنند و عملاً برای چنین شرکت‌هایی مشکلات اقتصادی ایجاد می‌کند.